# Tole laciniata
Tole laciniata är en kräftdjursart som först beskrevs av Sars 1872.  Tole laciniata ingår i släktet Tole, ordningen gråsuggor och tånglöss, klassen storkräftor, fylumet leddjur och riket djur. Inga underarter finns listade i Catalogue of Life.